# San Joaquín (Santa Cruz)
San Joaquín ist eine Ortschaft im Departamento Santa Cruz im Tiefland des südamerikanischen Anden-Staates Bolivien.

## Lage im Nahraum
San Joaquín ist eine Ortschaft des Municipios San Javier in der Provinz Ñuflo de Chávez. Die Gemeinde liegt auf einer Höhe von 433 m östlich der Stadt San Javier abseits der Straßenverbindung zur Stadt Concepción.

## Geographie
San Joaquín liegt im bolivianischen Tiefland in der Region Chiquitanía, einer in weiten Regionen wenig besiedelten Landschaft zwischen Santa Cruz und der brasilianischen Grenze.
Das Klima der Region ist ein semi-humides Klima der warmen Subtropen. Die monatlichen Durchschnittstemperaturen schwanken im Jahresverlauf nur geringfügig zwischen 20 °C in den Wintermonaten Juni und Juli mit kräftigen kalten Südwinden und etwa 25 °C von Oktober bis Februar (siehe Klimadiagramm San Javier).
Die jährliche Niederschlagsmenge liegt im langjährigen Mittel bei etwa 1000 mm, die vor allem in der Feuchtezeit von November bis März fällt, während die ariden Monate von Juni bis September Monatswerte zwischen 25 und 50 mm aufweisen.

## Verkehrsnetz
San Joaquín liegt in einer Entfernung von 187 Straßenkilometern nordöstlich von Santa Cruz, der Hauptstadt des Departamentos.
Von Santa Cruz aus führt die asphaltierte Nationalstraße Ruta 4 über 57 Kilometer in nördlicher Richtung über Warnes nach Montero. Hier trifft sie auf die Ruta 10, die in östlicher Richtung über San Ramón nach weiteren 114 Kilometern San Javier erreicht. Elf Kilometer östlich von San Javier zweigt eine unbefestigte Landstraße in südlicher Richtung von der Ruta 10 ab und erreicht San Joaquín nach weiteren zwei Kilometern.
Von San Javier aus führt die Ruta 10 vorbei an San Joaquín in östlicher Richtung nach Concepción, Santa Rosa de Roca und San Ignacio de Velasco und entlang der brasilianischen Grenze über San Vicente de la Frontera bis nach San Matías.

## Bevölkerung
Die Einwohnerzahl der Ortschaft ist in den vergangenen beiden Jahrzehnten drastisch zurückgegangen:
| Jahr | Einwohner | Quelle       |
| ---- | --------- | ------------ |
| 1992 | 350       | Volkszählung |
| 2001 | 491       | Volkszählung |
| 2012 | 12        | Volkszählung |